# São Gonçalo do Sapucaí
São Gonçalo do Sapucaí là một đô thị thuộc bang Minas Gerais, Brasil. Đô thị này có diện tích 517,974 km², dân số năm 2007 là 22756 người, mật độ 46,9 người/km².